# 아시아의 코로나19 범유행
다음은 아시아에서의 코로나19 범유행에 대한 설명이다.

## 확진자 발생 국가

### 대한민국

대한민국의 코로나19 발병 현황

대한민국의 코로나19 첫 발병은 2020년 1월 20일에 발생했다. 그 중에서도 대규모로 확진자가 증가한 시기는 2월 19일에서 20일, 특히 20일에는 58명, 21일까지 총 346명이 코로나19에 감염된 것이 확진되었다. 대한민국 질병관리본부에 따르면 대구광역시의 신천지예수교 증거장막성전 예배에 참석한 "31번 환자" 확인 이후 급격히 확진자 수가 늘어났다고 밝혔다. 2020년 2월 20일 기준, 대한민국은 중국과 다이아몬스 프린세스에 이어 3번째로 확진자 수가 많은 국가가 되었다. 2020년 3월 14일 기준으론 4번째로 많은 국가가 되었다. 이후 대한민국에서는 첫 지역사회 전파 사례로부터 1주일 이내 66,650명 이상이 테스트를 받았고, 하루 1만 명 이상 빠르게 테스트를 시행하였다.

## 같이 보기
- 나라별 코로나19 범유행